# Daffy la terreur
Daffy la terreur (Drip-Along Daffy) est un cartoon, réalisé par Chuck Jones et sorti en 1951, qui met en scène Daffy Duck et Porky Pig.